# Małyszówka-Kolonia
Małyszówka-Kolonia – część miasta Dąbrowa Białostocka  w powiecie sokólskim, w województwie podlaskim. Dawniej samodzielna wieś, trzy razy włączana do Dąbrowy. Rozpościera się w rejonie ulicy o nazwie Małyszówka-Kolonia i jej odnóg, na zachód od centrum miasta.

## Historia
Małyszówka to dawniej samodzielna Kolonia (jednostka osadnicza) należąca do gminy Dąbrowa w powiecie sokólskim, od 1918 w województwie białostockim. Jej historia jest ściśle powiązana z historią pobliskiej wsi Małyszówki.
13 października 1919 Małyszówkę wyłączono ją z gminy Dąbrowa i włączono (po raz pierwszy) do odzyskującej prawa miejskie Dąbrowy.
Podczas okupacji hitlerowskiej odebrano prawa miejskie Dąbrowie, a miasto podzielono w 1944 roku na sześć gromad, w tym Małyszówka, które włączono ponownie do gminy Dąbrowa. Stan rzeczy ustawodawstwo polskie usankcjonowało ze znacznym opóźnieniem, bo dopiero 1 stycznia 1951.
Jesienią 1954, w związku z reformą administracyjną państwa, Małyszówka weszła w skład nowo utworzonej gromady Dąbrowa. 1 stycznia 1956 roku gromadę przyłączono do nowo utworzonego powiatu dąbrowskiego w województwie białostockim.
1 stycznia 1965 gromadę Dąbrowa Białostocka zniesiono w związku z nadaniem jej praw miejskich, w związku z czym Małyszówka stała się po raz drugi częścią Dąbrowy Białostockiej.
Stan rzeczy utrzymał się zaledwie cztery lata, bo już 1 stycznia 1969 Małyszówkę ponownie wyłączono z Dąbrowy Białostockiej, włączając ją do reaktywowanej gromady Dąbrowa Białostocka.
Samodzielność Małyszówka utrzymała tylko cztery lata, bo już 1 stycznia 1973 – w związku z kolejną reformą administracyjną kraju – włączono ją po raz trzeci do Dąbrowy Białostockiej